# Морсхед, Лесли Джеймс
Сэр Лесли Джеймс Морсхед (англ. Leslie James Morshead; 18 сентября 1889 — 26 сентября 1959) — генерал-лейтенант австралийской армии, участник Первой и Второй мировых войн.

## Молодые годы
Родился в 1889 году в Балларате. Он был шестым из семи детей в семье Уильяма Морсхеда — золотодобытчика, приехавшего из Корнуолла, и Мэри Элизы Морсхед, уроженки Южной Австралии. Он учился в школе, а в 1910 году окончил Колледж подготовки учителей в Мельбурне. Поработав школьным учителем в государственных школах, он в 1912 году попытался поступить в Университет Мельбурна, но провалился на вступительных экзаменах, и решил оставить государственную систему образования, перейдя на работу в частные школы. Параллельно с работой, он вступил в молодёжную военную организацию, и 10 февраля 1913 года получил звание лейтенанта, а в сентябре был произведён в капитаны, и перейдя в 1914 году на работу в Мельбурн уже командовал ротой в молодёжной военной организации.

## Первая мировая война
Когда в 1914 году разразилась Первая мировая война, Морсхед отказался как от должности учителя, так и от поста в молодёжной военной организации, и отправился в Сидней, чтобы записаться рядовым во 2-й пехотный батальон Австралийских имперских сил (АИС), которым командовал знакомый ему подполковник Джордж Браунд. 19 сентября он был зачислен в АИС в качестве лейтенанта, а 18 октября 1914 года высадился со своим батальоном в Египте. Пока батальон проходил обучение, 8 января 1915 года Моршид получил звание капитана.
В день АНЗАК 2-й батальон высадился в бухте Анзак; взвод Моршида продвинулся в тот день дальше всех из австралийских частей, но был отброшен турецкой контратакой. Будучи произведённым в майоры, Моршид продолжал служить во 2-м батальоне во время Дарданелльской операции, отличившись в сражении у одинокой сосны 6—10 августа 1915 года. 16 сентября он, как и многие другие страдающие от дизентерии, был отправлен в Великобританию, и попал в госпиталь в Вандсворте.
22 января 1916 года Морсхед вернулся в Австралию, где был отправлен в новый 33-й пехотный батальон. 16 апреля он стал его командующим, а три дня спустя был произведён в подполковники. В составе 3-й дивизии этот батальон впоследствии принял участие в Мессинском сражении, битве при Пашендейле, Амьенской операции. За свою службу Морсхед в июне 1917 года получил орден «За выдающиеся заслуги», в декабре 1919 — орден Святого Михаила и Святого Георгия, стал кавалером французского ордена Почётного легиона и пять раз был удостоен упоминания в приказе.

## Между войнами
В ноябре 1919 года Морсхед вернулся в Австралию, а в марте 1920 года завершилась его служба в АИС. Он попытался заняться фермерством, получив положенные отставным солдатам 23 тысячи акров в штате Квинсленд, однако это предприятие закончилось неудачей. Попробовав себя на разных поприщах, 24 октября 1924 года он поступил на работу в «Orient Steam Navigation Company», и в 1926 году стал менеджером по пассажирам в Сиднейском представительстве компании. Делая карьеру в компании, он в итоге стал бизнес-менеджером.
В 1921 году Морсхед женился на Миртли Кэтрин Хай Вудсайд; у них родилась дочь Элизабет.
В межвоенные годы Морсхед также принимал участие в деятельности Австралийских резервных сил, командуя 19-м, а затем 36-м батальоном. В 1933 году он получил звание полковника, а в 1938 — звание бригадира. В 1933 году он был назначен командующим 14-й пехотной бригадой, а когда в 1934 году переехал на работу в офис компании в Мельбурне — стал командующим 15-й пехотной бригадой. После возвращения в 1937 году в Сидней Морсхед стал командующим 5-й пехотной бригадой.
Морсхед был известен своими правыми взглядами и был членом полувоенной организации «Новая гвардия».

## Вторая мировая война
6 октября 1939 года генерал-лейтенант Томас Блэми выбрал Лесли Морсхеда в качестве командира 18-й пехотной бригады новосформированной 6-й дивизии. 10 октября 1939 года Лесли Морсхед был официально зачислен в Австралийские Имперские Силы, получил звание полковника, а три дня спустя — временное звание бригадира. 18-я бригада состояла из четырёх батальонов, сформированных в маленьких австралийских штатах, и не имела своей базы, поэтому ей пришлось ждать, пока в январе 1940 года 16-я бригада не завершила свою подготовку и не отправилась в Палестину — лишь после этого 18-я бригада заняла её место на базе в Инглберне и приступила к боевой учёбе.
5 мая 1940 года 18-я бригада погрузилась на «Мавританию», но по пути к фронту была перенаправлена в Великобританию из-за критической ситуации, сложившейся в Европе в результате битвы за Францию, и разместилась в Южной Англии; командующему австралийскими силами генерал-майору Генри Винтеру было сообщено, что его войска в Англии станут ядром новой 9-й дивизии. Когда угроза немецкого вторжения в Великобританию спала, 15 ноября Морсхед с его 18-й бригадой вновь погрузился на транспорты, и 31 декабря войска прибыли в Александрию. 1 января 1941 года Лесли Морсхед стал командором ордена Британской империи.
До того, как другие две бригады смогли прибыть в Египет из Великобритании и Австралии, Винтер серьёзно заболел. Блэми отправил его домой, и 29 января 1941 года назначил Морсхеда командующим 9-й дивизией

### Тобрук
В феврале 1941 года 9-я дивизия была полностью реорганизована: 18-я и 25-я пехотные бригады были переданы в 7-ю дивизию, а на их место пришли 20-я и 24-я пехотные бригады (последняя состояла всего из одного батальона, который до этого осуществлял гарнизонную службу в Дарвине). Слабо подготовленной 9-й дивизии было приказано отправляться в район Тобрук-Дерна для смены 6-й дивизии, которой предстояло принять участие в обороне Греции.
Плохо подготовленная и недоэкипированная 9-я дивизия практически сразу оказалась в гуще боевых действий, попав под удар Африканского корпуса Эрвина Роммеля. Морсхед стал командующим гарнизоном Тобрука, который вскоре оказался в осаде глубоко в немецком тылу. Британский главнокомандующий Арчибальд Уэйвелл поручил Морсхеду продержаться 8 недель, однако тому пришлось выдержать восьмимесячную осаду. В октябре 1941 года австралийцев в Тобруке заменила британская 6-я дивизия, а Морсхед с 9-й дивизией был выведен в Сирию где его войска, выполняя оккупационную службу, занялись отдыхом, пополнением и боевой подготовкой. За успехи в обороне Тобрука 6 января 1942 года Лесли Морсхед был произведён в рыцари-командоры Ордена Британской империи. Ещё до этого, 21 ноября 1941 года, правительство Польши в изгнании наградило его орденом Virtuti Militari.

### Эль-Аламейн

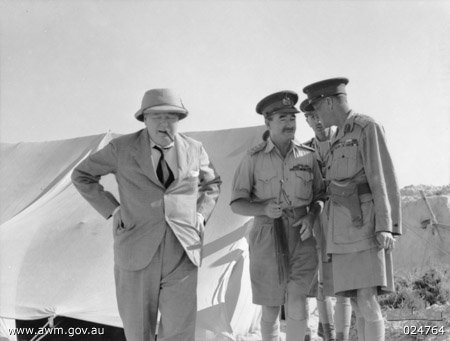
Черчилль, Морсхед и Окинлек в августе 1942

Когда в декабре 1941 года в войну вступила Япония, 6-я и 7-я австралийские дивизии были переброшены на Цейлон и в Австралию, а Морсхед был назначен главнокомандующим всеми австралийскими силами на Средиземноморском театре военных действий и повышен в звании до генерал-лейтенанта. В октябре 1942 года во время наступления под Эль-Аламейном его 9-й дивизии выпало прорывать итало-германские позиции на северном участке обороны, и на австралийские войска пришлось 22 % всех потерь, понесённых британской 8-й армией в ходе этого сражения. В ноябре 1942 года Моршид стал рыцарем-командором ордена Бани.

### Новая Гвинея
После победы под Эль-Аламейном Морсхед с 9-й дивизией были отозваны на Тихоокеанский ТВД. 19 февраля 1943 года Лесли Моршид прибыл во Фримантл, а оттуда вылетел в Мельбурн. В марте 1943 года, передав командование 9-й дивизией генерал-майору Джорджу Вуттену, Морсхед стал командующим 2-м корпусом, состоявшим из 6-й, 7-й и 9-й дивизий. Войска корпуса стали учиться вести бой в джунглях, готовясь к отправке на Новую Гвинею.
В сентябре 1943 года Морсхед прибыл на Новую Гвинею, чтобы сменить Айвена Макея в качестве командующего Новогвинейскими силами. Предпринятые им энергичные меры по посылке подкреплений позволили отбить японскую контратаку на австралийский плацдарм под Финшхафеном. Впоследствии Морсхед командовал австралийским наступлением вдоль побережья Новой Гвинеи, и после взятия Маданга в апреле 1944 года был удостоен триумфа.

### Борнео
6 мая 1944 года, сдав командование Новогвинейскими силами генерал-лейтенанту Стэнли Сэвиджу, Морсхед вернулся в Австралию, где сменил Макея на посту командующего 2-й армией. В июле 1944 года он стал командующим 1-м корпусом. Генерал Дуглас Макартур сделал войска Морсхеда основной силой вторжения на Борнео, и они осуществили ряд важных десантных операций.
Австралийское правительство предложил Лесли Морсхеда в качестве командующего корпусом Содружества в предстоящем вторжении на Японские острова, но капитуляция Японии произошла без проведения этой операции.

## Послевоенная жизнь
После войны Морсхед вернулся к гражданской жизни, и 31 декабря 1947 года стал главным австралийским менеджером «Orient Steam Navigation Company». Параллельно в 1950 году он возглавил секретную организацию «The Association», намеревавшуюся противостоять подрывной деятельности коммунистов; эта организация была распущена в 1952 году.
В 1957 году Морсхед стал главой комитета, наблюдавшего за деятельностью ряда министерств, связанных с обороной. Впоследствии он занимал ряд военных и дипломатических постов, был губернатором штата Квинсленд.
Морсхед умер от рака 26 сентября 1959 года и был кремирован.